# Разин, Аарон
Ахарон Разин (ивр. אהרון רזין‎, англ. Aharon Razin; 6 апреля 1935 — 26 мая 2019) — израильский учёный. Труды в основном посвящены биохимии, в том числе метилированию ДНК.

## Награды
Среди наград:
- 2004 — Премия Израиля
- 2008 — Премия Вольфа по медицине, «For their fundamental contributions to our understanding of the role of DNA methylation in the control of gene expression»[1]
- 2009 — премия ЭМЕТ
- 2011 — Международная премия Гайрднера[2]
- 2016 — Премия Луизы Гросс Хорвиц[3].

Член Израильской академии естественных и гуманитарных наук (2008), EMBO (1996).